# Klabang Agung
Klabang Agung is een bestuurslaag in het regentschap Bondowoso van de provincie Oost-Java, Indonesië. Klabang Agung telt 902 inwoners (volkstelling 2010).